# Davide di Augusta
Davide di Augusta (Augusta, 1210 ca. – 1271 ca.) è stato un religioso tedesco, predicatore francescano.
Fu tra i primi predicatori ad evitare l'uso della lingua latina, in quanto poco intelligibile dal popolo non colto. Incaricato di formare i novizi presso il convento francescano di Ratisbona, attuò ampie opere di evangelizzazione.